# Doc (filme)
Doc é um filme estadunidense de 1971 do gênero western, dirigido por Frank Perry. É outra versão cinematográfica do folclórico duelo do Curral OK, desta vez contada sob o ponto de vista de Doc Holliday. A história usa uma abordagem bem mais antipática e amoral do que às anteriores, sugerindo, por exemplo, que o duelo entre os Earp e os Clanton fora um masssacre premeditado por Wyatt Earp. Além disso, Doc Holliday é mostrado como viciado em láudano, que usa como paliativo às crises de tosse e dores causadas pela tuberculose. As locações do filme foram em Almeria, sudeste da Espanha. 

## Elenco
- Stacy Keach .... Doc Holliday
- Faye Dunaway .... Kate Elder
- Harris Yulin .... Wyatt Earp
- Michael Witney .... Ike Clanton
- Denver John Collins .... Kid
- Dan Greenburg .... Clum, editor de The Tombstone Epitaph
- John Scanlon .... Bartlett, proprietário do saloon
- Richard McKenzie .... xerife de Tombstone
- John Bottoms .... Virgil Earp
- Ferdinand Zogbaum .... James Earp
- Penelope Allen .... Mattie Earp
- Hedy Sontag .... Alley Earp
- James Greene .... Frank McLaury
- Antonia Rey .... Concha, prostituta
- Philip Shafer .... Morgan Earp

## Sinopse
Doc Holliday viaja pelo deserto do Arizona e antes de chegar a seu destino (Tombstone) faz uma parada numa poeirenta estalagem de propriedade de um mexicano. Ali ele encontra a prostituta Kate Elder que está acompanhada do vaqueiro Ike Clanton e do jovem sobrinho dele, chamado Kid, que vão também para a mesma cidade. Doc desafia Ike para um jogo de cartas cujo prêmio é a posse de Kate e ganha. Assim, Doc e Kate chegam à cidade mineradora e Wyatt logo vai ao encontro do amigo, hospedado no Hotel Continental. Da conversa dos dois homens fica-se sabendo que Wyatt chamou Doc devido a uma rixa com os Clanton e que quer se eleger xerife e com isso controlar a jogatina na cidade, a qual deseja que o amigo fique responsável. Pouco depois, um dos companheiros dos Clanton, o bandido Ringo, assalta por conta própria a diligência e rouba 80 mil dólares em ouro. Wyatt propõe um acordo a Ike para que entregue Ringo, prevendo que essa prisão o fará vencer a eleição para xerife.

## Premiação
- Doc venceu o Spur Award do Western Writers of America como "Melhor Roteiro" (Peter Hamill).